# Karl Plagge
Karl Plagge (Darmstadt, 10 luglio 1897 – Darmstadt, 19 giugno 1957) è stato un militare tedesco, membro del Partito nazionalsocialista.
Durante la seconda guerra mondiale, protesse 1.200 ebrei provenienti dal ghetto di Vilnius, 500 lavoratori e le loro famiglie, assumendoli nel campo di lavori forzati HKP 562, evitando quindi la loro deportazione nei campi di concentramento.
Nel 2005 fu nominato giusto tra le nazioni dal Yad Vashem.